# Drongo selvàtic
El drongo selvàtic (Dicrurus atripennis) és una espècie d'ocell de la família dels dicrúrids (Dicruridae) que habita la selva humida de l'Àfrica Occidental i Central, a Guinea, Sierra Leone, Libèria, Costa d'Ivori, Ghana, Togo, Nigèria, sud de Camerun, el Gabon, República del Congo, sud-oest de la República Centreafricana, nord, nord-est, centre i est de la República Democràtica del Congo.